# Carmen Küng
Carmen Küng, née le 30 janvier 1978 à Soleure, est une curleuse suisse. 
Elle remporte le titre de championne du monde aux championnats du monde à Lethbridge au Canada en 2012. Elle a aussi gagné le championnat d'Europe 2008 à Örnsköldsvik, compétition dont elle a été finaliste en 2009 et troisième en 2010 et 2013. Elle a participé aux Jeux olympiques d'hiver de 2010 à Vancouver et participe à ceux de 2014 à Sotchi.

## Palmarès

### Championnats du monde
- Championne du monde lors du Championnats du monde 2012 à Lethbridge. ( Canada)
- Médaillée de bronze mondial lors du Championnats du monde 2008 à Vernon. ( Canada)
- Médaillée de bronze mondial lors du Championnats du monde 2004 à Gävle. ( Suède)

### Championnats d'Europe
- Médaillée de bronze européenne lors du Championnats d'Europe 2013 à Stavanger. ( Norvège)
- Médaillée de bronze européenne lors du Championnats d'Europe 2010 à Champéry. ( Suisse)
- Vice-championne d'Europe lors du Championnats d'Europe 2009 à Aberdeen. ( Écosse)
- Championne d'Europe lors du Championnats d'Europe 2008 à Örnsköldsvik. ( Suède)
- Vice-championne d'Europe lors du Championnats d'Europe 2003 à Courmayeur. ( Italie)
- Médaillée de bronze européenne lors du Championnats d'Europe 2000 à Oberstdorf. ( Allemagne)